# Erhaltung und Weitergabe der Carillon-Kultur
Erhaltung und Weitergabe der Carillon-Kultur ist ein Programm zur Erhaltung der Musiktradition des Spielens von Carillons und ein von der UNESCO gelistetes Praxisbeispiel der Erhaltung immateriellen Kulturerbes in Belgien.

## Geschichte
Das Carillon, ein spielbares Glockenspiel, hat seinen Ursprung im 16. Jahrhundert in Belgien, den Niederlanden und Nordfrankreich. Es besteht aus einer Anzahl unterschiedlich großen Glocken, die durch Schlagen mit der Faust auf eine Tastatur oder Treten von Pedalen bespielt werden. Durch Drahtzüge sind Tastatur oder Pedale mit den Klöppeln der Glocken oder mit außerhalb der Glocke angeordneten Hämmern verbunden, die bei Betätigung die Glocke anschlagen. Das erfordert von dem Carilloneur, dem Spieler eines Carillons, viel Kraft und ist sehr anstrengend.
Bis zum Ende des 19. Jahrhunderts ging die Carillon-Kultur stark zurück, und viele Carillons wurden stillgelegt. Um 1900 startete der Carilloneur Jef Denyn (1862–1941) in der belgischen Stadt Mechelen ein Programm, das die Carillon-Kultur wiederbeleben sollte. 1922 gründete er dort die Königliche Carillon-Schule, die später nach ihm benannt wurde. 1954 wurde die Alumni Association of the Carillon School gegründet, die sich 1994 in die Vlaamse Beiaard Vereniging und die Association Campanaire Wallonne teilte.

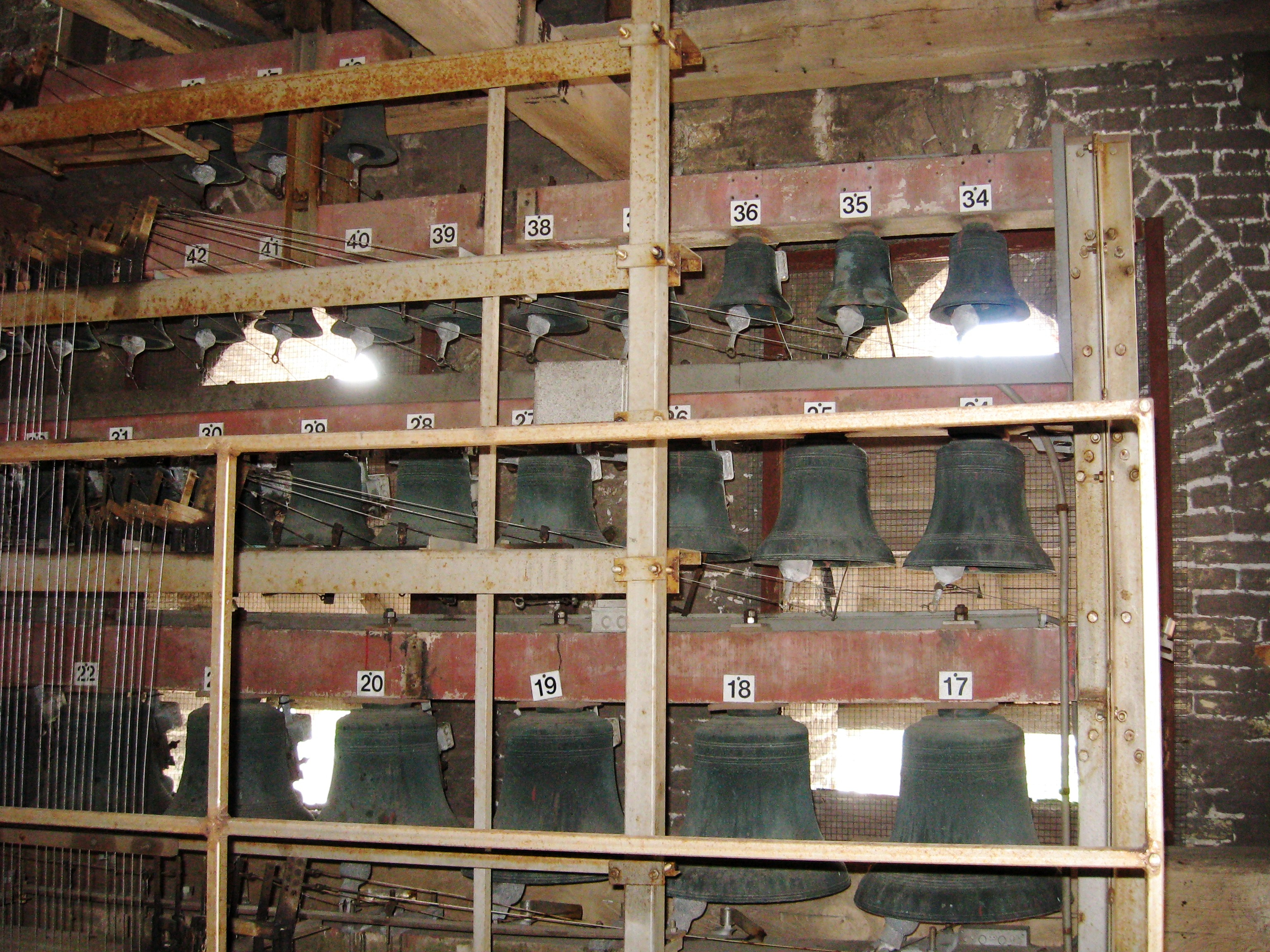
Carillon in Veurne
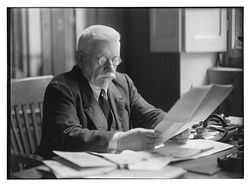
Jef Denyn
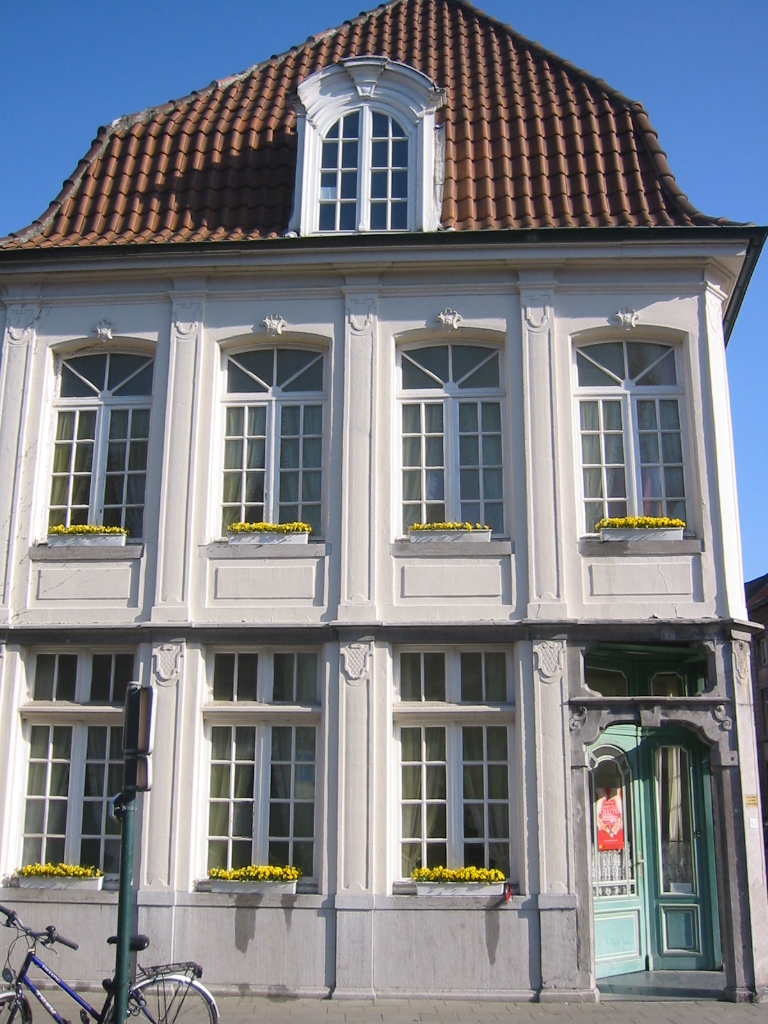
Carillon-Schule

## Programm
Die Vlaamse Beiaard Vereniging und die Association Campanaire Wallonne führen das von Jef Denyn begonnene Programm zur Erhaltung und Weitergabe der Carillon-Kultur fort, um das Fortbestehen der Carillon-Musik als lebendiges Erbe sicherzustellen. An dem Programm nehmen 76 Städte und Dörfer in Belgien teil, in denen das Glockenspiel noch oder wieder aktiv praktiziert wird. Unterstützung erhält das Programm auch von diversen kulturellen Organisationen wie beispielsweise lokalen Heimatmuseen.
Dabei wird jedoch kein Festhalten an überlieferten Schemen praktiziert, sondern auch die Wandlungsfähigkeit der Carillon-Musik unter Beweis gestellt. So gibt werden beispielsweise neue Arrangements und Kompositionen erstellt oder Kombinationen mit verschiedenen Musikgenres praktiziert, bei denen der Carilloneur beispielsweise auch mit einem DJ zusammenwirkt. Das Programm fördert auch neue Darstellungsformen bei Carillon-Konzerten, beispielsweise Tanzbegleitung. Über Neue Medien und Soziale Netzwerke wird die Carillon-Musik auch breiteren Öffentlichkeit nahegebracht. Das Programm fördert auch die Restaurierung von Carillons, die Ausbildung von Carilloneuren und den Austausch zwischen den Musikern.
Das Programm trug wesentlich dazu bei, dass die Anzahl der Carillons von 1945 bis 2014 weltweit von weniger als 300 Instrumenten auf über 640 gestiegen ist und sich auch die Zahl der Länder, in denen es Carillons gibt, auf 30 verdoppelt hat. Zu den weiteren Erfolgen des Programms zählt, dass auch die Zahl der Ausbildungsstätten für Carilloneure gestiegen ist und dass es in Belgien mittlerweile ein sehr lebendiges Bewusstsein für den kulturellen Wert des Carillon-Spiels gibt.

## Aufnahme in das Register guter Praxisbeispiele
Das Programm zur Erhaltung und Weitergabe der Carillon-Kultur wurde 2014 auf der 9. Sitzung des Zwischenstaatlichen Komitees für die Erhaltung des Immateriellen Kulturerbes in das Register guter Praxisbeispiele aufgenommen.
Dabei wurde besonders betont, dass das Programm anderen Staaten als Vorbild dienen könne, Aktivitäten zur Weitergabe, Dokumentation und Öffentlichkeitsarbeit wirkungsvoll miteinander zu verbinden. Das Programme zeige einerseits einen Respekt für die Tradition der Carillon-Kultur und andererseits eine Offenheit gegenüber innovativen Weiterentwicklungen. Auch der Erfolg des Programms zur Steigerung und Verbreitung der Carillon-Kultur wurde gewürdigt.